# هنگیست و هورسا

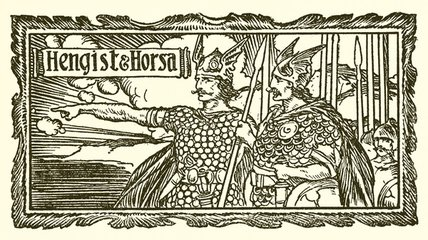
تصویری از برادران در تاریخ بریتانیای ادوارد پروت انتشار سال ۱۹۰۹

در افسانه‌های انگلیسی، هنگیست و هورسا (انگلیسی: Hengist and Horsa) دو برادر هستند که حدود سال ۴۴۰ میلادی جنگجویان ساکسونی، آنگلی، و جوتی را در یورش به جزیرهٔ بریتانیا رهبری کردند. بنا بر این افسانه‌ها هورسا در نبردی علیه بومیان کشته شد ولی هنگیست زنده ماند و اولین پادشاه کنت بود.
بنابر افسانه‌ها فورتیگرن ژرمن‌ها سایر اقوام این مردم را اعم از جوتی‌ها از ژوتلند، آنگل‌ها از هلشتاین و ساکسن‌ها از منطقه میان رودخانه‌های اِلب و وِزِر را به کمک طلبید و به آنان به خاطر مزدوری‌هایشان وعده زمین داد. نخستین گروه از بربرهای ساکسنی به هدایت رهبران هنگیست و هورسا با عجله نزدیک گردیدند و در کِنت به خشکی رسیدند. اما برخلاف انتظار، هم پیمانان به زودی نسبت به دریافتی‌های منظم خود ابراز نارضایتی کردند و به مخالفت برخاستند. آنان پس از انجام چندین نبرد پیروزمندانه بخش اعظم این سرزمین را تصاحب کردند. بدین ترتیب نخستین گام مهاجرنشینی ژرمن‌ها، به ویژه در امتداد دره‌های پرآب میان تایمز و هومبر در جنوب شرقی جزیره برداشته شد.